# Chambre d’agriculture de Corse-du-Sud
La chambre d'agriculture de Corse-du-Sud est une chambre consulaire de la Corse-du-Sud. Elle se situe à Ajaccio en Corse-du-Sud. Un de ses engagements principal est de travailler pour une meilleure gestion de l'eau dans toute la Corse avec la Chambre d'agriculture de Haute-Corse. Elle accompagne le développement de l'agriculture en Corse. Pour cette tache elle est accompagnée de l'Odarc (l'Office de Développement Agricole et Rural de Corse) ainsi que de la DRAAF (Direction Régionale de l'Alimentation, de l'Agriculture et de la Forêt) de Corse. Elle propose différents types d'aides pour développer son entreprise agricole ainsi que des formations.
La chambre d'agriculture de Corse-du-Sud a édité des comptes rendus d'expérimentation de l'INRAE en 1982 et 1983.
La chambre d'agriculture de Corse-du-Sud a été placée sous tutelle renforcée de l’État le 1er janvier 2021 pour essayer de combler son déficit qui ne cesse de croître depuis 2 ans malgré les 2 millions d'argent public réintégrés chaque année. C'est la DRAAF qui a été charger de contrôler la tutelle,.  

## Controverses
- Le directeur de la chambre d’agriculture de Corse-du-Sud Jean-Dominique Rossi a été jugé en novembre 2020 pour des fraudes supposées aux aides agricoles européennes. Poursuivi avec cinq proches pour escroquerie en bande organisée et blanchiment aggravé, il est soupçonné par la justice de fraude aux aides européennes pour 1,4 million d’euros ce que l’ancien directeur conteste. Il a été réintégré à un poste de chef de service[8],[9].